# Ганс Йоахім Конерт
Ганс Йоахім Конерт (нім. Hans Joachim Kohnert; 28 червня 1905, Бромберг — 26 червня 1972, Гермерінг) — німецький чиновник, оберфюрер СС (13 листопада 1939). Кавалер Лицарського хреста Хреста Воєнних заслуг.

## Біографія
В 1911/20 роках навчався у німецьких школах Бромберга. Після закінчення гімназії працював у маєтку батька, потім служив у польській армії. В 1927/31 роках навчався у Вищій технічній школі Данцига. Був представником Німецького товариства позенців і померанців до її розпуску в січні 1940 року. В 1935 році став керівником товариства замість Еріка фон Віцлебена. Незадовго до початку Другої світової війни польська влада заарештувала Конерта за підзрою у підготовці диверсій. Після Польської кампанії звільнений. 13 листопада 1939 року вступив у НСДАП (партійний квиток №7 848 301) і СС (посвідчення №356 871) і перейшов у підпорядкування рейхсфюрера СС Генріха Гіммлера. З 1 квітня 1941 року — керівник земельного управління Країни Варти.
Після Другої світової війни втік з Польщі до Німеччини і став керівником Товариства німецьких м'ясокомбінатів Бонна. В 1956/60 роках був активним членом Товариства фермерів Західної Пруссії, також був виконавчим директором Товариства фермерів Нижньої Саксонії. Конерт був одним із найактивніших реваншистів у ФРН.

## Нагороди
- Золотий партійний знак НСДАП
- Золотий почесний знак Гітлер'югенду
- Знак гау Вартерланд (24 жовтня 1942)
- Хрест Воєнних заслуг 2-го і 1-го класу
- Лицарський хрест Хреста Воєнних заслуг (30 вересня 1944)